# 陳常道 (嘉靖進士)
陳常道（？—？），字子中，雲南雲南府呈貢縣民籍，南直隸揚州府高郵州興化縣人，明朝政治人物。

## 生平
正德十四年（1519年）己卯科雲貴鄉試舉人，嘉靖五年（1526年）丙戌科三甲第六十四名進士。八年（1529年）授富順縣知縣，升戶部主事，疏請終養。服闋，升常德府知府，運麻陽兵餉有功，升四川按察司副使、兵備建昌，致仕歸里。
有曾孫萬曆三十八年進士陳爰諏、萬曆四十年舉人陳爰謀。